# Jo-El Sonnier
Jo-El Sonnier wł. Joel Sonnier (ur. 2 października 1946 w Rayne, zm. 13 stycznia 2024 w Llano) – amerykański piosenkarz, akordeonista, autor tekstów. 

## Biografia
Jo-El Sonnier urodził się 2 października 1946 roku w Rayne w Luizjanie w rodzinie francuskojęzycznych dzierżawców. W wieku trzech lat zaczął grać na akordeonie swojego brata. W wieku sześciu lat Sonnier występował w radiu; w wieku 11 lat dokonał swoich pierwszych nagrań. Jako nastolatek wydał także kilka niezależnych singli i cztery albumy.
Pod koniec lat 70. Sonnier podpisał kontrakt z wytwórnią Mercury Records, po podpisaniu kontraktu z wytwórnią kilka singli Sonniera znalazło się na listach przebojów magazynu Billboard. Pod koniec lat 80. podpisał kontrakt z RCA Records, przebijając się do pierwszej dziesiątki w kraju z utworami „No More One More Time” i coverem „Tear Stained Letter” Richarda Thompsona. Choć na początku lat 90. jego sukcesy na listach przebojów osłabły, kontynuował nagrywanie muzyki, wydając ponad trzydzieści albumów, głównie w niezależnych wytwórniach.
W 2009 roku Sonnier został wprowadzony do Louisiana Music Hall of Fame.
Sonnier pojawił się krótko jako członek zespołu tanecznego w trzecim odcinku pierwszego sezonu serialu kryminalnego HBO True Detective, którego akcja rozgrywa się w południowej Luizjanie.
8 lutego 2015 roku Sonnier zdobył nagrodę Grammy w kategorii Najlepszy album z muzyką regionalną Roots.
Jo-El Sonnier zmarł na zatrzymanie akcji serca 13 stycznia 2024 roku, tuż po występie poza Austin w Teksasie, w wieku 77 lat.